# Mee Krukon
Mee Krukon is een bestuurslaag in het regentschap Pidie van de provincie Atjeh, Indonesië. Mee Krukon telt 85 inwoners (volkstelling 2010).